# ヘンリエッタ・スタンリー (第4代ストレンジ女男爵)
第4代ストレンジ女男爵ヘンリエッタ・スタンリー（英語: Henrietta Stanley, 4th Baroness Strange、1688年ごろ – 1718年6月26日）は、イングランド貴族。

## 生涯
第9代ダービー伯爵ウィリアム・スタンリー（1702年11月5日没）とエリザベス・バトラー（Elizabeth Butler、1717年7月5日没、第6代オソリー伯爵トマス・バトラーの娘）の娘として、1688年ごろに生まれた。
1706年5月21日、第4代アングルシー伯爵ジョン・アンズリー（1710年9月18日没）と結婚した。
父の死後、ストレンジ男爵位（第5期）はヘンリエッタと妹エリザベスの間で停止状態になったが、1714年4月23日にエリザベスが死去するとヘンリエッタが唯一の継承者になり、ストレンジ女男爵を継承した。
1714年7月24日、第3代アシュバーナム男爵ジョン・アシュバーナム（1737年3月10日没、後の初代アシュバーナム伯爵）と再婚した。
- ヘンリエッタ（1716年ごろ – 1732年） - 第5代ストレンジ女男爵

1718年6月26日に死去、アシュバーナムで埋葬された。娘ヘンリエッタが爵位を継承した。